# ديقنا كيتيلار
ديقنا كيتيلار (بالهولندية: Digna Ketelaar)‏ مواليد 13 أغسطس 1967 في هولندا، هي لاعبة كرة مضرب هولندية. هي إحدى بطلات الجراند سلام. أعلى تصنيف لها في الفردي كان المركز الـ 258 في سنة 1987. أعلى تصنيف لها في الزوجي كان المركز الـ 174 في سنة 1986.

## روابط خارجية
- ديقنا كيتيلار على موقع رابطة محترفات التنس (الإنجليزية)
- ديقنا كيتيلار على موقع الاتحاد الدولي لكرة المضرب (الإنجليزية)
- ديقنا كيتيلار على موقع كأس بيلي جين كينغ (الإنجليزية)
- ديقنا كيتيلار على موقع خلاصة التنس.كوم (الإنجليزية)